# Jahresgötter
Die Sechzig Jahresgötter (六十甲子神,  Liùshí jiǎzǐ shén) sind in der daoistischen Religion die sechzig Personifizierungen der Jahre des 60-Jahre-Zyklus im traditionellen chinesischen Kalender. In der Yuanchen-Halle (元辰殿,  Yuánchén diàn) des Pekinger Tempels der Weißen Wolken (Baiyun Guan) werden neben den Sanguan dadi 三官大帝, Jiuku tianzun 救苦天尊, Yaowang 药工 und Caishen 财神 auch die Sechzig Jahresgötter verehrt. Im Xuanmiao-Tempel in Suzhou (Xuanmiao Guan) sind sie in der Halle der Drei Reinen (Sanqing Dian) zu sehen.